# Parcul științifico-tehnologic „Academica”
Parcul științifico-tehnologic „Academica” este fondat conform prevederilor Legii Republicii Moldova nr. 138 din 21.06.2007 „Cu privire la parcurile științifico-tehnologice și incubatoarele de inovare” și conform Hotărârii Consiliului Suprem pentru Știință și Dezvoltare Tehnologică al Academiei de Științe a Moldovei nr. 173 din 30.09.2007.

## Misiune
Parcul științifico-tehnologic „Academica” a fost creat pentru a asigura funcționarea punctelor de referință ale creșterii infrastructurii inovaționale și formarea bazei materiale, tehnice, socio-culturale, de servicii și financiare pentru dezvoltarea eficientă a întreprinderilor inovaționale mici și mijlocii.
Parcul științifico-tehnologic „Academica” promovează modalități inovatoare de dezvoltare, oferă oportunități de creștere a capitalului uman și de cultivare a valorilor de afaceri prin furnizarea de servicii proprii și a unei infrastructuri moderne, a rețelelor de parteneri pentru echipele de creație în scopul întemeierii și dezvoltării întreprinderilor inovatoare, creșterii activității  inovaționale și a gradului de atracție a Republicii Moldova  din punct de vedere investițional.
Pentru funcționarea și dezvoltarea continuă Parcul științifico-tehnologic „Academica” a soluționat o serie de probleme importante:
- Transfer de tehnologie: crearea condițiilor pentru formarea unei triade integrate: știință - educație - producție industrială.

- Sporirea activității comerciale: punerea în aplicare în producție și crearea condițiilor prealabile de piață pentru realizarea produselor (serviciilor) înalt tehnologice și competitive.

- Dezvoltarea de noi tipuri de activități: asistarea oamenilor de știință și a specialiștilor în crearea și dezvoltarea întreprinderilor inovaționale mici.

- Susținerea inițiativelor de stat: Parcul științifico-tehnologic este un teritoriu de dezvoltare a inovării și are facilități fiscale, ceea ce face atractiv investițiile în proiecte realizate în acest teritoriu.

## Structura

### Mediul extern al parcului
- Cluster

- Instituțiile academice

- Instituțiile superioare de învățământ

- Întreprinderi

### Mediul intern al parcului
- Administratorul

- Rezidenții

- Obiectele infrastructurii – oficii, spații de producere, sala de conferințe, etc.

Administrator al Parculi este Istitutul de Dzvoltara a Proprietății Intelectuale "INDEPRIN" SRL.

## Amplasarea
Parcul Științific-tehnologic „Academica” este amplasat la parterul și etajele 1-2 ale Blocului administrativ al Uzinei Experimentale „Aselteh” al Academiei de Științe a Moldovei, pe adresa: str. Miorița 5. În teritoriu există căi de acces, infrastructură inginerească, terenuri pentru construcție, locuri de parcare, teritoriul este parțial îngrădit.
Parcul este amplasat în una din cele mai ecologice zone ale Chișinăului, grație reliefului specific și unui număr nesemnificativ de întreprinderi industriale.
Blocul administrativ cu o suprafață de 2035 m² include partea Office & Business ale Parcului științifico-tehnologic și obiectivele infrastructurii sociale – restaurantul și hotelul având numere cu confort sporit.
Spațiile de producție ale rezidenților sunt amplasate în funcție de specificul tehnologic și decizia rezidentului.

## Cooperare
- Universitatea Tehnică a Moldovei[1]

- Universitatea de Stat din Moldova[2]

- Universitatea Agrară de Stat[3]

- Academia de Studii Economice din Moldova[4]

- Colegiul de Microelectronică

- Organizația de atragere a investițiilor și promovare a exportului din

Moldova (MIEPO)
- Camera de Comerț și Industrie (CCI)[6]

## Colaborarea internațională
- Ambasada SUA[7]

- The Moldova Foundation, SUA[8]

- Saving Energy Corporation, SUA[9]

- Farmer-to-Farmer Program, CNFA, SUA[10]

- Biroul de Cooperare Tehnică al Germaniei (GTZ)[11]

- Geschaftsfuhrer & Partner, Germania

- Senior Experten Service (SES), Germania[12]

- Abasada României[13]

- OMPI, Organizația Mondială de Proprietate Intelectuală Diviziune pentru Anumite Țări din Europa și Asia, Elveția[14]

- Centrul Republican de Transfer Tehnologic, Belarus[15]

- Centrul Tehnologic al Academiei de Științe din Cehia[16]
- Universitatea din Tel Aviv, Israel[17]
- Universitatea Chiril și Mefodii, Republica Macedonia[18]